# Benjamin Raule
Benjamin Raule (* im Februar 1634 in Vlissingen; † 17. Mai 1707 in Hamburg) war ein niederländischer Reeder und kurbrandenburgischer Generalmarinedirektor.

## Herkunft und niederländischer Kaufmann (1634–1674)
Raule entstammte einer hugenottischen Familie aus einem Teil Flanderns, der heute Französisch-Flandern ist. Die Familie hatte sich als Freibeuter von Dünkirchen und nach dessen Rückeroberung durch Spanien von Zeeland aus ebenfalls als Freibeuter ein einträgliches Leben erwirtschaftet. Er war schon in jungen Jahren ein angesehener Bürger und Ratsherr in der Stadt Middelburg, der Hauptstadt der niederländischen Provinz Zeeland und wichtiger Handelsumschlagplatz. Als Kaufmann betrieb er erfolgreichen Handel mit Frankreich. Der Holländische Krieg brachte 1672 sein Geschäft zum Erliegen und kostete ihn sein Vermögen.

## Kaperfahrten für Brandenburg (1675)
Raule wandte sich 1675 nach Brandenburg, das sich damals gerade im Krieg mit Schweden befand, und bot dem Großen Kurfürsten Friedrich Wilhelm seine Dienste an. Er erhielt von Friedrich Wilhelm einen Kaperbrief, der ihm die Wegnahme schwedischer Schiffe erlaubte. Brandenburg war auf derartige Hilfe gegen die Seemacht Schweden angewiesen, da es kaum über eigene Seestreitkräfte verfügte.
Raule rüstete in Amsterdam Kaperschiffe aus, mit denen er in nur kurzer Zeit 21 schwedische Handelsschiffe kaperte. Doch die Kaperbriefe wurden von Holland und England nicht anerkannt, und Raule musste die Schiffe samt Ladung wieder freigeben. Dadurch noch mehr verschuldet als zuvor und zudem in seiner Heimat verfolgt, floh Raule nach Berlin.

## Raule in Brandenburg unter Friedrich Wilhelm (1676–1688)
In Berlin wurde Raule 1676 mit dem Aufbau der kurbrandenburgischen Marine beauftragt. Die Flotte wurde bei der Belagerung von Stettin 1677, der Belagerung von Stralsund (1678) und der Invasion Rügens (1678) eingesetzt und stetig erweitert. 1680 segelten bereits 28 Schiffe unter der brandenburgischen Flagge.
Da der Kurfürst eine offene Rechnung gegen Spanien hatte, welche die Spanier nicht bezahlten, half Benjamin Raule auch hier durch den Kaperkrieg gegen Spanien, in dem er einige Erfolge erzielte. Mitte 1680 konnte ein kleiner Verband von acht Schiffen mit 172 Kanonen im westlichen Atlantik zwei spanische Silberschiffe kapern und auf Jamaika profitabel verkaufen. Besonders bekannt wurde die anschließende Eroberung der Fregatte Carolus Secundus im September 1680 vor Ostende durch Claus von Bevern. Am 20. Februar 1681 wurde Raule zum „Generaldirecteur de Marine“ im Range eines Obristen ernannt.
Außerdem engagierte sich Raule für den Aufbau von Handelsbeziehungen nach Übersee. Nach einer ersten
Handelsexpedition nach Westafrika 1680/81 gründete er 1682 die Brandenburgisch-Afrikanische Compagnie, die 1684 ihren Hauptsitz mit insgesamt 30 Handels- und 10 Kriegsschiffen von Königsberg nach Emden verlegte. Als Schiffe- und Geldgeber unterstützte sie die kolonialen Bestrebungen des Großen Kurfürsten. An der westafrikanischen Goldküste im heutigen Ghana errichtete Otto Friedrich von der Groeben eine kleine Kolonie und hisste dort am 1. Januar 1683 die brandenburgische Flagge. Er gründete im gleichen Jahre Groß Friedrichsburg beim Cape Three Points (Ghana) als Hauptniederlassung. Weitere Stützpunkte befanden sich auf den Arguin-Inseln im heutigen Mauretanien und auf der Insel St. Thomas, heute zu den US-Jungferninseln gehörig. Dem gleichzeitigen Aufbau von Stützpunkten in Afrika und der Karibik diente die Ertrag versprechende Kombination von Sklavenhandel und Zuckerimport.
Mit seinem durch Seehandel, Kaperung und Sklavenhandel erworbenen Reichtum ließ Raule 1685 in Berlin sein Schloss Rosenfelde im holländischen Landhausstil errichten. Raule setzte sich auch als Generaldirektor der brandenburgischen Seemacht beim Kurfürsten erfolgreich für den kontinuierlichen Neubau von Schiffen ein. Er gründete 1687 die Kurfürstliche Werft Havelberg, an diesem Ort hatte er vorher schon einen Holzhandel. Von 1688 bis 1698 wurden dort mehr als fünfzehn Schiffe erbaut.
Raule stand beim „Großen Kurfürsten“, dem der Überseehandel und die Marine wichtige Staatsaufgaben waren, in hohem Ansehen.

## Raule in Brandenburg unter Friedrich (1688–1702)
Nach dem Tode des „Großen Kurfürsten“ 1688 kam Friedrich III. an die Macht. Benjamin Raule wurde der Unterschlagung verdächtigt und verhaftet.  Doch da sich der Erste Minister und Erzieher des Thronfolgers Eberhard von Danckelmann für ihn einsetzte, rehabilitierte man ihn 1690 wieder.
Zunächst hatte auch der neue Kurfürst großes Interesse an der Seefahrt und ließ weiter neue Schiffe bauen. Jedoch gab es verschiedene Misserfolge, die Verluste überwogen, und mit jedem gekaperten oder durch Havarie verlorenen Schiff verringert sich Friedrichs III. Interesse an den „Seesachen“. 1701 wurde die Flotte ganz stillgelegt.
Benjamin Raules Geschäfte liefen vorerst weiter. Er besaß inzwischen ein erhebliches Vermögen, residierte sogar auf einem eigenen Schloss.
Raules Fürsprecher Danckelmann stürzte 1697 über eine Hofintrige. Auch Raule wurde verhaftet, da er Danckelmann an seinen Geschäften beteiligt hatte. Strafrechtlich Verwertbares wurde gesucht und gefunden. Eine Buchprüfung entdeckte ein Kassenminus, auch sollte er den „Großen Kurfürsten“ hintergangen haben, jedes Geschenk, jeden Gunsterweis hielt man ihm jetzt vor. Friedrich III. ließ Raule 1698 wegen des Verdachts der Veruntreuung von Geldern auf der Zitadelle Spandau inhaftieren. Sein gesamtes Vermögen wurde eingezogen. Das Verfahren gegen ihn wurde eingestellt, trotzdem blieb er inhaftiert.

## Verbannung und Lebensende (1702–1707)
Im Mai 1702 entließ man ihn mit der Auflage, sich umgehend nach Emden zu begeben. Seine Ehefrau hatte ihn in Spandau nur noch für wenige Stunden sehen können. Sie verstarb, wie auch die einzige Tochter, vor ihm.
Die nächsten Jahre verbrachte er als Verbannter und in ärmlichsten Verhältnissen auf einem Schiffswrack in Emden. Im Juni 1705, nachdem seine Behausung in Emden unbewohnbar geworden war, durfte er nach Hamburg übersiedeln. Dort starb er nach langer Krankheit am 17. Mai 1707. Nach Raules Tod gingen sein Vermögen und all seine in Berlin und anderswo erworbenen Güter endgültig an Brandenburg-Preußen.

## Raules Hof

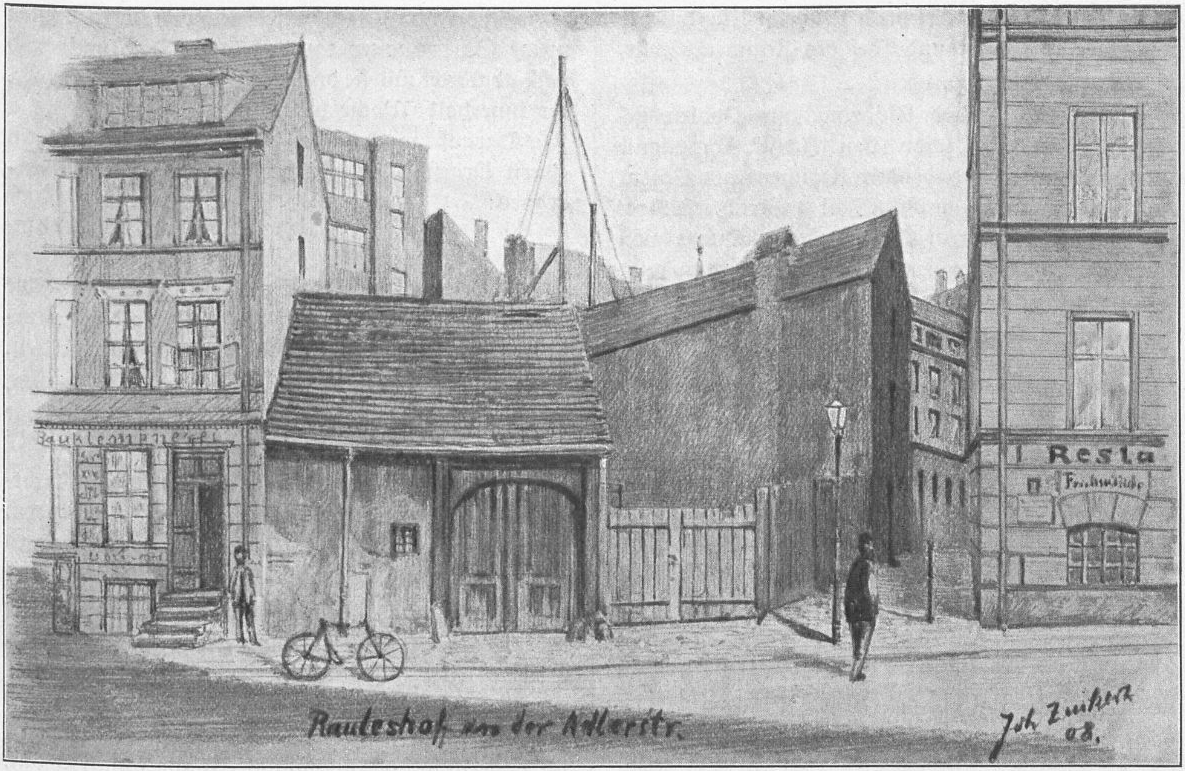
Eingang zu Raules Hof von der Adlerstraße aus

Raule ließ 1678 auf den Grundmauern eines ehemaligen kurfürstlichen Ballhauses das Wohn- und Geschäftshaus „Raules Hof“ errichten. Es lag in der Alten Leipziger Straße Nr. 1 zwischen Unterwasserstraße und Adlerstraße. So erhielt der Durchgang zwischen Adler- und Alter Leipziger Straße seinen Namen. Durch Raules Tätigkeiten für Kurfürst Friedrich Wilhelm wurde das Haus zu einer Art Marineministerium.
In Raules Hof befand sich im 19. Jahrhundert die Seidenwarenhandlung von Johann Adolph Heese. Um 1935 wurde das Haus abgerissen, auf dem Grundstück wurde das Haus am Werderschen Markt gebaut, das mehrere Straßenzüge überdeckte und in dem heute das Auswärtige Amt untergebracht ist.

## Schloss Rosenfelde
Der Große Kurfürst übereignete Raule 1682 einen ungenutzten Hof mit Gartenland im damaligen Dorf Rosenfelde. Dort ließ sich Raule 1685 ein Lustschloss im holländischen Stil erbauen und erwarb weitere Höfe und Flächen, so dass er 1696 Herr über das ganze Dorf war. Gleichzeitig ließ er eine Parkanlage im holländischen Stil errichten. Die beeindruckende Gesamtanlage, die Kunst und Natur vereinte, zog auch den brandenburgischen Hof zu Besuchen nach Rosenfelde.
Das Schloss fiel 1698 an den neuen Kurfürsten Friedrich III., der 1699 die Umbenennung von Rosenfelde in Friedrichsfelde anordnete. Unter diesem Namen steht es noch heute.

## Benennungen nach Benjamin Raule
- In der Kriegsmarine war das Räumbootbegleitschiff Raule nach ihm benannt.
- Kameradschaft Raule des NS-Studentenbundes an der Wirtschaftshochschule Berlin (vormalige Berliner Burschenschaft Semnonia)[7]
- In der Bundesmarine war die Schulfregatte Raule nach ihm benannt.